# 圣利济耶迪普朗泰
圣利济耶迪普朗泰（法語：Saint-Lizier-du-Planté，法語發音：[sɛ̃ lizje dy plɑ̃te]）是法国热尔省的一个市镇，属于欧什区。

## 地理
圣利济耶迪普朗泰（43°24'51"N, 0°57'3"E）面积10.49 平方千米，位于法国奧克西塔尼大區热尔省，该省份为法国西南部内陆省份，北起顺时针与洛特-加龙省、塔恩-加龙省、上加龙省、上比利牛斯省、大西洋比利牛斯省和朗德省接壤。
与圣利济耶迪普朗泰接壤的市镇（或旧市镇、城区）包括：弗龙蒂尼昂萨韦斯、古代、莫沃赞、加拉韦、莱蒙、蒙泰居萨韦斯、蒙珀扎、皮洛西克。

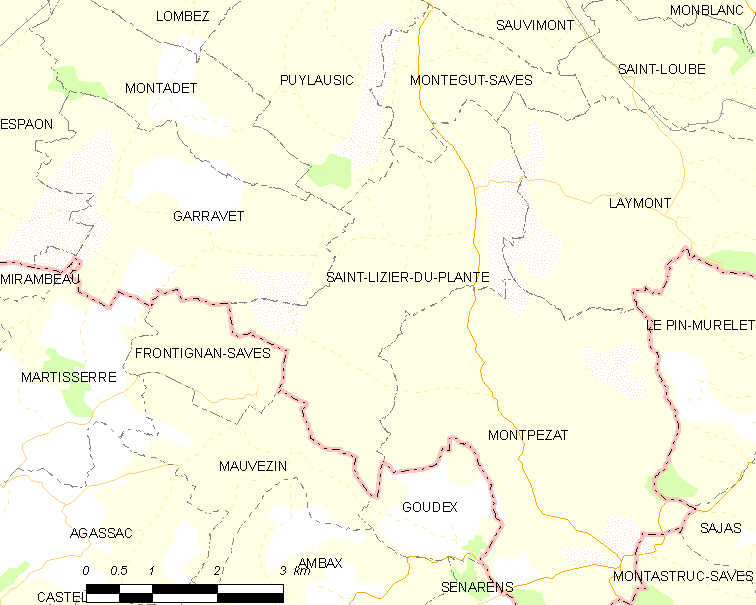
圣利济耶迪普朗泰的OSM定位图

圣利济耶迪普朗泰的时区为UTC+01:00、UTC+02:00（夏令时）。

## 行政
圣利济耶迪普朗泰的邮政编码为32220，INSEE市镇编码为32386。

## 政治
圣利济耶迪普朗泰所属的省级选区为萨沃河谷县。

## 人口

1962-2008年间圣利济耶迪普朗泰人口变化图示

圣利济耶迪普朗泰于2022年1月1日时的人口数量为148人。